# Mart Siimann
Mart Siimann (21 de setembre de 1946, Kilingi-Nõmme) va ser el primer ministre d'Estònia des de 1997 fins a 1999.
Va estudiar a la Universitat de Tartu des de 1965 fins a 1971. El 1971, es va graduar com filòleg i psicòleg. De 1989 a 1992, va ser director de la Televisió d'Estònia i de 1992 a 1995, Director Gerent de Publicitat Televisió Co. Va ser membre del Parlament d'Estònia entre 1995 i 1997 i novament de 1999 a 2003. Des de 2001, ha estat el president del Comitè Olímpic d'Estònia.